# Грава (Порденоне)
Грава је насеље у Италији у округу Порденоне, региону Фурланија-Јулијска крајина.
Према процени из 2011. у насељу је живело 11 становника. Насеље се налази на надморској висини од 55 м.